# Xeracris minimus
Xeracris minimus är en insektsart som först beskrevs av Scudder, S.H. 1900.  Xeracris minimus ingår i släktet Xeracris och familjen gräshoppor. Inga underarter finns listade i Catalogue of Life.